# Carmichaelia divaricata
Carmichaelia divaricata là một loài thực vật có hoa trong họ Đậu. Loài này được (Kirk) Cockayne miêu tả khoa học đầu tiên năm 1927.